# 170 Maria
För andra betydelser, se Maria (olika betydelser).
170 Maria eller 1958 AC är en asteroid upptäckt den 10 januari 1877 av den franske astronomen Henri Joseph Anastase Perrotin i Toulouse. Asteroiden har fått sitt namn efter systern till astronomen Antonio Abetti. Abetti beräknade asteroidens omloppsbana.
Asteroiden tillhör och har givit namn åt asteroidgruppen Maria.